# Earl Foster Thomson
Earl Foster Thomson, född 14 augusti 1900 i Cleveland, död 5 juli 1971 i Santa Barbara, var en amerikansk ryttare.
Han blev olympisk mästare i fälttävlan vid sommarspelen 1948 i London.